# NGC 77
NGC 77 је елиптична галаксија у сазвежђу Кит која се налази на NGC листи објеката дубоког неба.
Деклинација објекта је - 22° 31' 56" а ректасцензија 0h 20m 1,6s. Привидна величина (магнитуда) објекта NGC 77 износи 14,7 а фотографска магнитуда 15,7. NGC 77 је још познат и под ознакама ESO 473-15, NPM1G -22.0006, PGC 1290.